# Amon Anwar
De Amon Anwar of Halifirien is in de fictieve wereld Midden-aarde van J.R.R. Tolkien een heuvel aan de noordzijde van de Ered Nimrais. Aan de voet van de Halifirien ligt het bos Firienholt, op de grens van de Gondor en Rohan. Door het bos stroom de rivier de Glanhir, die ontspringt uit de Halifirien en de grens tussen de beide koninkrijken vormt.
Het was de plaats waar Isildur in het geheim zijn vader Elendil had begraven. Dit was destijds een centrale plaats in Gondor. Hieraan dankt de heuvel zijn namen. Amon anwar: Heuvel van Ontzag en Halifirien: Heilige Berg. Aangezien de plaats na de komst van de Rohirrim aan de grens van het rijk kwam te liggen, werd het stoffelijk overschot van Elendil verplaatst naar de Rath Dínen in Minas Tirith, de ruimte waarin de graftombes van de Koningen en Stadhouders liggen.
De heuvel is ook de plaats waar Eorl de Jonge zijn Eed aan Stadhouder Cirion van Gondor zwoer uit dankbaarheid voor het aan hem en zijn volk als woonplaats geschonken land Calenhardon.
Op de Heuvel bevindt zich een van de Bakens van Gondor. In de film, waar de Bakens een belangrijke rol spelen, bevinden zich ook Bakens in Rohan, waardoor vanuit Edoras de laatste te zien is. In het boek echter, staat op de Amon Anwar het laatste Baken.
Zie ook: Lijst van koningen van Rohan